# NGC 2622
NGC 2622 è una lontana galassia a spirale barrata situata nella costellazione del Cancro, a una distanza di circa 424 milioni di anni luce dalla nostra Via Lattea.

## Scoperta
La galassia è stata scoperta il 29 marzo 1865 dall'astronomo tedesco Albert Marth.

## Descrizione
NGC 2622 è una galassia il cui nucleo è luminoso nell'ultravioletto ed è inserita nel catalogo di Markarian con il codice Mrk 1218 (MK 1218).
Nelle immagini, NGC 2622 appare molto vicina a PGC 24266, la cui velocità radiale di 8870 ± 22 km/s è molto simile a quella di NGC 2622. Nelle immagini inoltre si notano estese regioni di gas che si dipartono dai bracci di entrambe le galassie, che pertanto sono ragionevolmente in interazione gravitazionale tra di loro. L'interazione fa si che NGC 2622 sia classificata come galassia attiva del tipo Seyfert 1.8.